# Dix mille ans dans un bloc de glace
Dix mille ans dans un bloc de glace est un roman affilié au merveilleux scientifique de l'écrivain français Louis Boussenard publié en feuilleton d'août à octobre 1889 dans la revue hebdomadaire de vulgarisation scientifique La Science illustrée. Il est publié en format relié sans doute l'année suivante par les éditeurs Charles Marpon et Ernest Flammarion. 
Ce roman fait suite au récit Les Secrets de Monsieur Synthèse paru en feuilleton entre 1888 et 1889, en mettant à nouveau en scène les aventures de Monsieur Synthèse qui se réveille après avoir été congelé dans un bloc de glace pendant dix mille ans.

## Intrigue
Monsieur Synthèse revient à la vie après avoir été prisonnier d'un bloc de glace pendant mille ans. Il découvre alors une humanité unifiée sous la domination des descendants de Sino-africains, des êtres humains évolués capables de lévitation.

## Analyse de l'œuvre
Ce roman constitue la suite des aventures de Monsieur Synthèse, après que celui-ci se réveille d'un sommeil long de dix millénaires. C'est donc sous le sceau de l'anticipation, que Louis Boussenard décrit un avenir lointain, dans lequel les Chinois, après avoir conquis le monde, se sont alliés avec  les Africains pour mettre les autres peuples en esclavage. Leurs descendants, désormais appelés les « Cérébraux », ont vu leur tête doubler de volume et sont capables de léviter grâce à leur cérébralité augmentée. Cette  lévitation étant une étape naturelle de l'évolution de l'humanité. Par ailleurs, les humains sont parvenus à établir la communication avec les Martiens à travers l'échange de messages en Morse. En effet, ce système de communication requiert 450 à 500 000 hommes qui étendent et ôtent un gigantesque drap blanc. Enfin, en l’an 11 886, la Terre vit dans une nouvelle période glaciaire si bien qu'elle n'est plus habitable que sur une bande de terre comprise entre les trentièmes parallèles Nord et Sud. 
Comme pour son roman précédent, Boussenard s'inspire des sciences pour extrapoler les aventures incroyables. Ainsi, Synthèse est placé en animation suspendue sur le modèle des expériences agronomiques du marquis florentin Cosimo Ridolfi sur la conservation de graines de blé retrouvées dans des sarcophages égyptiens. Il cite également de nombreuses expériences de congélation permettant la survie faites des savants de différentes disciplines : le biologiste Lazzaro Spallanzani, l’agronome Louis Doyère, le physiologiste et neurologue Alfred Vulpian, le naturaliste Pierre de Maupertuis, les zoologistes Constant et Auguste Duméril et enfin le physiologiste John Hunter. Même si Louis Boussenard puise son inspiration dans la science, son roman n'est pas à proprement parler un roman d'hypothèses dans la mesure où il verse beaucoup dans le merveilleux. A contrario, il se rapproche plus véritablement du roman utopique, à l'instar de L'An 2440, rêve s'il en fut jamais (1771) de Louis-Sébastien Mercier.

## Éditions
- La Science illustrée du no 90 du 17 août 1889 au no 100 du 26 octobre 1889 (ill. Charles Clérice).
- Marpon et Flammarion, v. 1890, dans le recueil Les Secrets de Monsieur Synthèse (ill. Charles Clérice).
- Encrage, coll. « Romans scientifiques » no 2, 2011, dans le recueil Les Secrets de Monsieur Synthèse suivi de Dix mille ans dans un bloc de glace  (ISBN 978-2-36058-107-8).